# Vanda luzonica
Vanda luzonica es una especie de vanda, una flor de la familia Orchidaceae. Es una orquídea rara y está amenazada. La Vanda luzonica es nombrada por la isla Luzon en Filipinas.

## Descripción
Es una planta de gran tamaño, que prefiere el clima cálido, de hábitos epifitas monopodial que le gusta todo el año riego constante y florece en una inflorescencia axilar, descendente, de 40 cm de largo, más corta que las hojas, con la presencia de 10 a 25 flores que se producen en la primavera con flores fragantes, de cera.

## Distribución y hábitat
Se encuentra en la isla de Luzón en las Filipinas en elevaciones de 500 metros. 

## Taxonomía
Vanda luzonica fue descrita por James Bateman y publicado en Orchid Review 23: 137. 1915.
Etimología
Vanda: nombre genérico que procede del nombre sánscrito dado a la especie  Vanda tessellata  en la India, también puede proceder del latín (vandi) y del griego (dios santísimo ).
luzonica: epíteto geográfico que alude a su localización en la Isla de Luzon.